# Orthemis anthracina
Orthemis anthracina is een libellensoort uit de familie van de korenbouten (Libellulidae), onderorde echte libellen (Anisoptera).
De wetenschappelijke naam Orthemis anthracina is voor het eerst geldig gepubliceerd in 1989 door De Marmels.